# Метод (телесеріал)
«Метод» (рос. Метод) — російський телесеріал кінокомпанії «Срєда» знятий на замовлення телеканалу "Первый канал". Головні ролі виконують Костянтин Хабенський і Пауліна Андрєєва. Зйомки телесеріал проходили здебільшого в Нижньому Новгороді.
Прем'єра першого сезону серіалу в Росії відбулася 18 жовтня 2015 року.. Прем'єра першого сезону серіалу на VOD-платформі Netflix відбулася 15 листопада 2017 року.

## Сюжет
Єсєня Стєклова — випускниця юрфаку, майбутній слідчий. Вона пішла в силові структури для того, щоб здійснити план помсти за маму, що загинула багато років тому від руки маніяка. На випускному стається вбивство однокурсниці Есені і вона знайомиться з майором Мєгліним, який знайшов убивцю прямо на її очах. Дівчина вирішує будь-яким шляхом стати стажером легендарного слідчого. Мєглін неочікувано погоджується. Разом вони подорожують по Росії, займаючись розслідуванням вбивств. Дівчина здогадується, що у Родіона Мєгліна є щось спільне з тими, кого вони шукають…

## У ролях
- Костянтин Хабенський — Родіон Вікторович Меглін
- Пауліна Андреєва — Єсенія Стеклова
- Олександр Петров — Женя, однокурсник Єсенії
- Макар Запорізький — Саша Тихонов, однокурсник Єсенії
- Віталій Кіщенко — Андрій Сергійович Стєклов, батько Єсенії, старший радник юстиції (полковник юстиції)
- Катерина Дубакіна — Анюля Захарова, однокурсниця і подруга Єсенії
- Захар Кабанов — Паша Орлов
- Олег Васильков — Глухий
- Марія Бородіна — Іринка
- Яна Єнжаєва — Юля-Аліса
- Юлія Полинська — мати Юлі-Аліси
- Марина Правкіна — Віра В'ячеславівна Стеклова, мати Єсенії
- Іван Добронравов — Павлик Толмачов
- Віра Панфілова — Аня
- Микола Ширяєв — молодий Меглін
- Денис Дружинін — офіцер поліції
- Сергій Карасевич — Сергій Капустін
- Сергій Гузєєв — слідчий
- Юрій Коноплянніков — директор академії
- Микола Бендера — батько Білих
- Володимир Бєрєгов — лікар-реаніматолог
- Карина Звєрєва — Наташа
- Леонід Кіпніс — маніяк
- Аліса Майорова — Лєра
- Аполлінарія Дашковська — однокласниця Білих
- Максим Дромашко — Віктор Сучков, слідчий
- Михайло Мухін — далекобійник
- Дмитро Мітін — батько Ані і Вані
- Олександр Цекало — «Святковий вбивця»
- Юлія Ауг — Глава міста Михайловська
- Володимир Чупріков — Начальник УВС міста Михайловська
- Маргарита Шилова — свідок
- Євгенія Симонова — Софія Зіновіївна, вчителька
- Ян Цапник — Жора (Георгій Андрієвич), маніяк-таксист
- Микита Кукушкін — Федір Яшин, маніяк-суботник в Малодементьевске
- Кирило Полухін — Сивий, детектив
- Юрій Биков — Худий, детектив
- Олексій Серебряков — Олексій Миколайович Ануфрієв (маніяк на прізвисько Стрілець)
- Сергій Бєляєв — Єгоров, поліцейський начальник в Липецьку
- Артем Бистров — Сергій Мокрушин, лейтенант поліції в Липецьку
- Олексій Комашко — Григорій Білих, «липецький душитель»
- Сергій Бизгу — Вадим, директор Володимирського оперного театру
- Юрій Колокольников — Міхаель Птаха, провідний тенор Володимирського оперного театру
- Анжела Бєлянська — жертва Птахи
- Віктор Цекало — Геннадій Абрамович Штіх, банкір і меценат
- Сергій Сосновський — Вадим Михайлович Бергіч, головлікар психіатричної лікарні № 13
- Дмитро Гусєв — Бергіч в молодості
- Ігор Савочкін — Славік (маніяк Дачник)
- Зоя Кайдановська — Ольга Берестова (справжнє ім'я — Ірина Ігнатович)
- Тимофій Трибунцев — Коля (Піночет)
- Денис Швєдов — Ігор Бойко, скінхед
- Олексій Ейбоженко — адвокат Бойко
- Олександр Чередник — Анатолій Валер'янович Головко, заслужений вчитель Росії (маніяк «Турист»)
- Сергій Романович — Ігор Іванов, паркурщик
- Володимир Яканін — Володимир Акопович, тренер зі спортивної гімнастики
- Олег Зима — Максим Огнарёв
- Михайло Самохвалов — Стриженов-батько
- Владислав Вєтров — Сергій Леонідович Цвєтков, декан факультету сімейної психології
- Валентин Самохін — професор Андрій Іванович Жуков, викладач факультету екстремальної психології
- В'ячеслав Кулаков — Лазарев
- Михайло Солодко — Рубель
- Олександр Сергєєв — Василь Грач, лікар-вбивця
- Володимир Беркун — батько Грача
- Владислав Толдиков — Гена, слюсар
- Тамара Спірічєва — мати Гени
- Олександр Айрапетов — Семен Аркадійович, годинникар
- Поліна Ганшина — Світлана
- Євген Кулаков — Комаров
- Іван Гордієнко — Григор'єв, учитель Мегліна
- Павло Сборщіков — мисливець
- Дмитро Мирон — гот
- Роман Смірнов — Микита, учень школи № 23 міста Заславська (шкільний стрілець)
- Михайло Гуро — Віталік
- Артем Мослов — школяр Аркаша